# 空翻现象
空翻现象，又称为竞态现象，是数字电路中的一个术语，指在同一个时钟脉冲信号作用区间内，由于时钟脉冲的宽度过大，触发器出现在“0”“1”两逻辑信号中多次翻转的现象。它限制了同步RS触发器在实际工作中的正常应用。